# Jovan Rajić

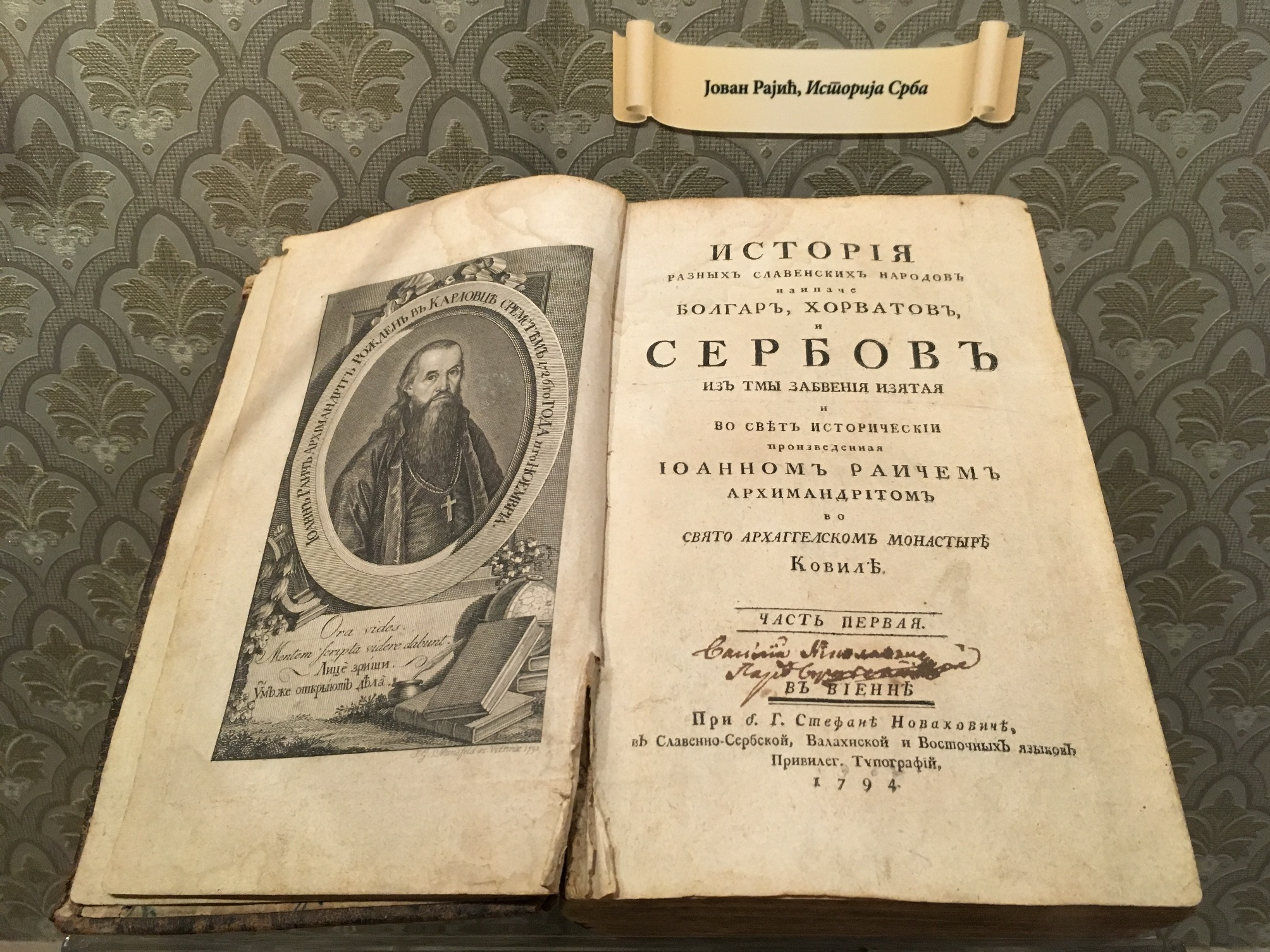
Jovan Rajić, Storia dei diversi popoli slavi

Jovan Rajić (in serbo Јован Рајић?; Sremski Karlovci, 21 settembre 1726 – Kovilj, 22 dicembre 1801) è stato uno storico, teologo, docente metropolita, poeta, drammaturgo e filosofo serbo.

## Biografia
Jovan Rajić, nato in un borgo, sul fiume Danubio, che allora faceva parte dell'Impero austro-ungarico e morto nel monastero di Kovilj, per la corposa sua Storia dei diversi popoli slavi, specialmente Bulgari, Croati e Serbi  è considerato il padre della storiografia serba.
Studiò a Sremski Karlovci, poi a Sopron (in Ungheria nordoccidentale), quindi a Kiev, all'Accademia nazionale delle scienze dell'Ucraina, dove  fu allievo dal 1753 al 1756. Intraprese un lungo viaggio di studio che lo portò in Polonia, in Valacchia, in Moldavia. Si spingendosi fino a Costantinopoli e durante un soggiorno nel monastero del Monte Athos - nonostante la diffidenza dei monaci nei suoi riguardi -  poté consultare preziosi ed inediti documenti che gli furono utili per la redazione della sua opera storica che fu stampata grazie al contributo di un mecenate. Visse per un lungo periodo a Mosca.
Tornato in patria, si dedicò all'insegnamento della geografia e della rettorica. Assunto l'abito del monaco, visse per il resto della vita nel monastero di Kovilj, e fu eletto metropolita, titolo di alto rango per la chiesa ortodossa.
Scrisse anche un Catechismo e una raccolta di regole utili per la vita in monastero. Fu accolto come membro dall'Accademia serba delle scienze e delle arti.

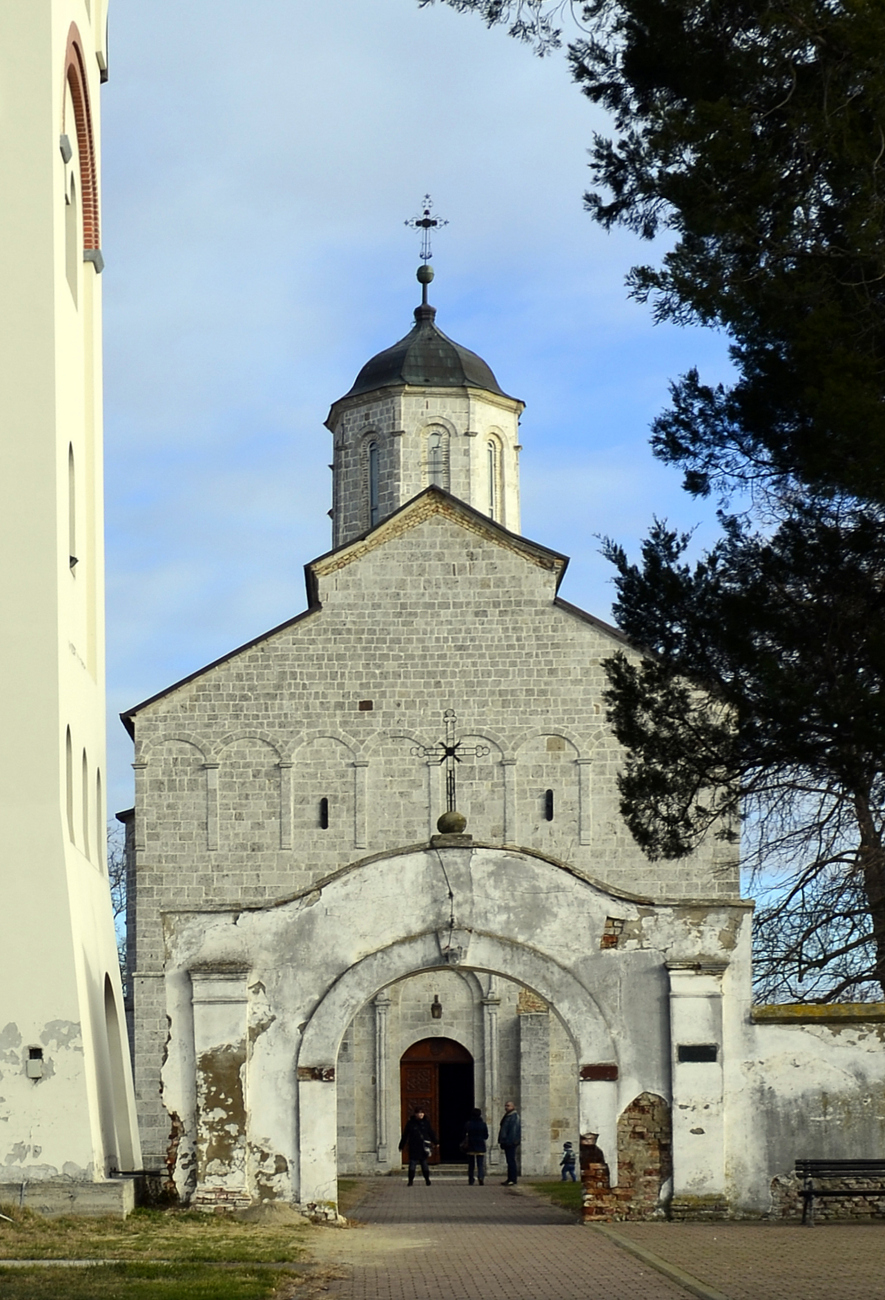
Monastero di Kovilj

## Opere
- Pesni različnina gospodskih prazniki, 1790.
- Kant o vospominaniju smrti, cantate.
- Boj zmaja sa orlovi, (Battaglia tra il drago e le aquile), poema epico.[2]
- Istorija raznih slovenskih narodov, najpače Bolgar, Horvatov i Serbov (Storia dei diversi popoli slavi, specialmente Bulgari, Croati e Serbi), 4 volumi.[3]
- Katihisis mali (Catechismo serbo).[4]
- Uroš V, dramma (rivisitazione di un dramma di Emanuel Kozačinski).

Una scelta di suoi scritti è in (SR) Jerotej Račanin, Jovan Rajic e Mihailo Maksimović, idem, Novi Sad, Izdavački centar Matice srpske, 2017, SBN PUV1501756.